# Marionoak River
Der Marionoak River ist ein Fluss im Nordwesten des australischen Bundesstaates Tasmanien.

## Geografie
Der etwas mehr als elf Kilometer lange Marionoak River entspringt an den Nordhängen des Bums Peak und fließt nach Süden. Rund fünf Kilometer nördlich von Rosebery mündet er in den Pieman River.